# Maratani
Maratani ist ein Verwaltungsbezirk (englisch Ward) des Distrikts Nanyumbu in der tansanischen Region Mtwara.

## Geografie
Maratani liegt im Südosten von Tansania etwa 25 Kilometer Luftlinie östlich der Distrikthauptstadt Mangaka. Das Gebiet ist flach und von isolierten Felshügeln geprägt. Der Bezirk grenzt im Norden an Kamundi und Mikangaula, im Osten an Mnanje, im Südosten an Nandete, im Süden an Mkonona und im Westen an Nanyumbu und Nangomba. Bei der Volkszählung 2022 lebten 7692 Menschen in 2387 Haushalten auf einer Fläche von 193 Quadratkilometern.

## Gliederung
Der Bezirk besteht aus vier Gemeinden (Mtaa) mit 23 Orten (Kitongoji):
| Maratani - Mabatini - Kilimanihewa - Maji Maji - Mraushi - Chiungutwa - Kisarawe | Mchangani A - Soweto - Nkuruma - Majengo - Mitimingi | Lipupu - Mnazimoja - Shaurimoyo - Kilimahewa - Mkuti - Muungano | Malema - Urafiki - Uhuru - Mzalendo - Kawawa - Karume - Amani - Samora - Nyerere |

## Wirtschaft und Infrastruktur
- Landwirtschaft: Die Hauptanbauprodukte sind Mais, Maniok, Sorghum, Erbsen und Bohnen zur Selbstversorgung und Cashewnüsse und Sesam zum Verkauf.[4]
- Gesundheit: In den Gemeinden Maratani und Mchangani A gibt es je eine staatliche Apotheke.[9][10]